# لغة الإشارة في وادي ساندي ريفر
لغة إشارة وادي ساندي ريفر هي لغة إشارة قروية في وادي ساندي ريفر بولاية مين في القرن التاسع عشر. وإلى جانب لغة إشارة مارثا فينيارد ولغة إشارة هينيكر الأكثر شهرة كانت واحدة من ثلاث لغات محلية شكلت أساس لغة الإشارة الأمريكية.
نشأت مجتمعات الصم في الوادي في بعض القرى الثلاثين التي أسسها مستوطنو مارثا فينيارد. ومع ذلك ليس من الواضح ما إذا كانت لغة الإشارة الصم نفسها قد انتقلت أو ما إذا كانت السلسلة قد انقطعت وظهرت لغة إشارة جديدة بمجرد تواجد عدد كبير من الصم.